# Pascal Johanssen
Pascal Johanssen (* 1973 in Berlin) ist ein deutscher Galerist und Gründer des Direktorenhauses Berlin.
Pascal Johanssen studierte Rechtswissenschaften und arbeitete in der Innovationsforschung des Fachbereichs Design an der Universität der Künste Berlin. 2005 eröffnete er die Johanssen Gallery mit dem Schwerpunkt Grafik und Illustration. 2006 gründete er zusammen mit Katja Kleiss die Illustrative, eine internationale Biennale für zeitgenössische Illustration und Grafik, die neben Berlin auch in Zürich und Paris stattfand. 2010 bezog die Galerie Räumlichkeiten im Direktorenhaus in der Alten Münze im Zentrum Berlins, das sich als Ausstellungsort für Design und zeitgenössisches Kunsthandwerk etablierte. Johanssen ist Kurator der internationalen Ausstellungstour Handmade in Germany, Herausgeber der Zeitschrift Objects. Journal of Applied Arts und Mitherausgeber des Deutschen Manufakturenführers.

## Engagement
In einigen Projekten beschäftigt sich Pascal Johanssen mit dem Verhältnis zwischen materieller Kultur und digitalen Lebenswelten. Johanssen ist Initiator der internationalen Ausstellungstournee "Handmade in Germany", die die kunsthandwerklich geprägte Produktion von Manufakturen als nachhaltiges Lebens- und Arbeitsmodell vorstellt. Johanssen ist zudem Herausgeber der Zeitschrift "Objects. Journal of Applied Arts", Mitherausgeber des Deutschen Manufakturenführers und Initiator der Deutschen Manufakturenstraße, einer rund 3.000 km langen Ferienstraße, die einzelne Manufakturen in den Regionen miteinander verbindet.

## Publikationen
- Mit Thomas Schildhauer: Führungsmethoden im Innovationsprozess, in: Lutz Becker: Führungskonzepte und Führungskompetenz, Symposion Publishing GmbH, 2006, ISBN 9783936608809, S. 305–322; Vorschau
- eGovernment neu denken: Innovationsstrategien für die digitale Verwaltung, SER eGovernment Deutschland, Berlin 2006, ISBN 3-939117-81-1
- "Die große Walz". In: Objects. Journal of Applied Arts, No. 7, 2014, Berlin, S. 32–39
- "Mitteilungen aus dem Direktorenhaus". In: Objects. Journal of Applied Arts, No. 6, 2013, Berlin, S. 18–19
- "Kommt das Deutsche Design Museum?". In: Objects. Journal of Applied Arts, No. 5, 2012, Berlin, S. 16–25